# Linnaemya albifrons
Linnaemya albifrons är en tvåvingeart som först beskrevs av Smith 1870.  Linnaemya albifrons ingår i släktet Linnaemya och familjen parasitflugor. Inga underarter finns listade i Catalogue of Life.